# Cerámica campaniense

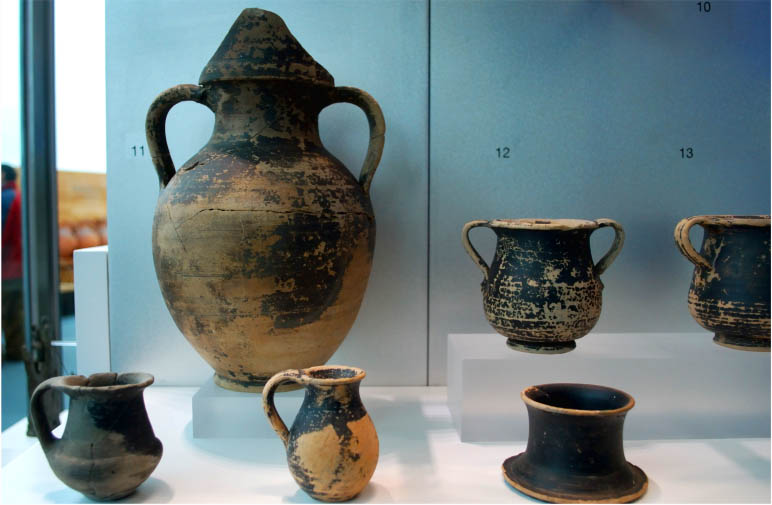

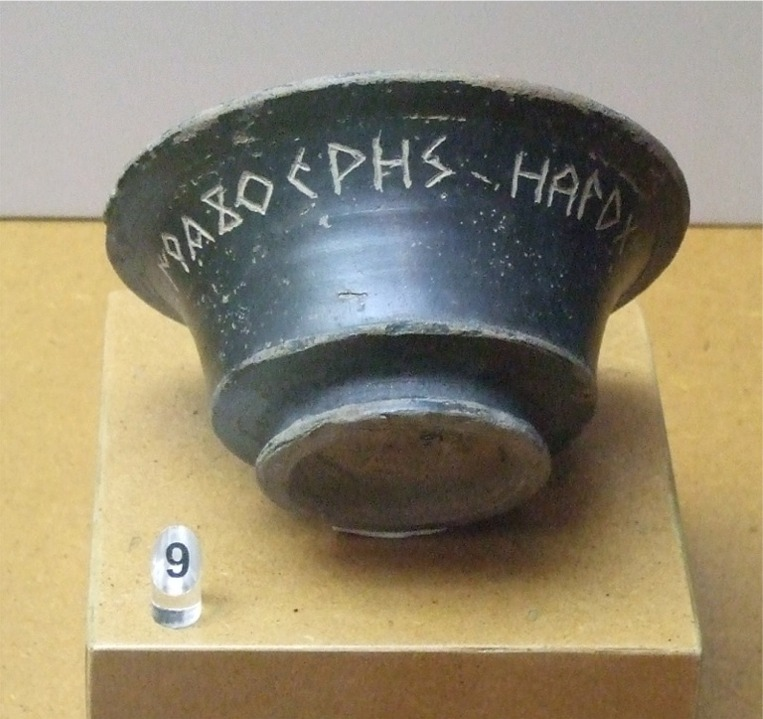
Grafito falso turtibeirkakokeaos ocalakom sobre cerámica campaniense

Se denomina cerámica campaniense o de barniz negro a las producciones cerámicas destinadas al uso como vajilla de mesa caracterizadas por un engobe negro que se asemeja al barniz por su calidad y consistencia, y se usó en el mundo romano durante la etapa republicana, desde el siglo III a. C. hasta la época de César, y esporádicamente hasta los inicios del Imperio.

## Formas
Las formas de esta vajilla son muy variadas abarcando las tipologías modernas un total de ciento sesenta, con sus variantes, son especialmente frecuentes las pateras de ancho y plano depósito (fuentes), las tacitas derivadas del kylix ático, las copas de pie oblicuo, el pyxis (para contener sustancias diminutas), pequeños soportes de pie elevado, grandes fuentes de labio colgante, cráteras (para mezclar el vino), jarras, porta-aceites, cántharoi, pequeñas ánforas, etc.

## Tipología

### Cerámica campaniense A
Precedida por las llamadas pre- y protocampaniense, la campaniense A fue la primera y la más importante de las cerámicas de exportación desde suelo itálico, contando con un gran volumen de producción por todo el Mediterráneo central y occidental, especialmente a partir de la II Guerra Púnica. Su producción se centra principalmente en los talleres de Nápoles.
Se realiza con arcillas procedentes de la isla de Ischia, caracterizadas por su color rojizo, su dureza y la presencia de partículas de mica. El barniz, por su parte, presenta una calidad desigual y con reflejos que van desde el rojizo al grisáceo o azulado. El pie presenta huellas digitales, lo que indicaría que el barniz se aplicaría por inmersión de la pieza en el líquido.
En cuanto a la decoración de estas piezas, la más común son las impresiones en relieve en el interior de las piezas. También aparece decoración pintada en color blanco o marrón en forma de círculos concéntricos.

### Cerámica campaniense B

Lamboglia 1, una forma típicamente calena, popular desde finales del s. II hasta finales del I.

Su producción se inicia en Etruria a mediados del siglo II a. C., expandiéndose posteriormente por el Mediterráneo occidental. Sus formas imitan las de los recipientes metálicos con una gran calidad. 
No aparece decoración pintada, siendo la decoración más común la incisa a base de círculos concéntricos.

### Cerámica campaniense C
Mantiene formas similares a la campaniense B, estando centrada su fabricación en la región de Siracusa. Presenta un barniz negro muy denso que cubre la mitad superior de las piezas y el interior. Su cronología está situada entre el 150 a. C. y el 50 a. C.